# Eva Nogales
Evangelina Nogales de la Morena (Colmenar Viejo, 16 de mayo de 1965), conocida públicamente como Eva Nogales, es una biofísica española que trabaja en el Laboratorio Nacional Lawrence Berkeley. Es catedrática de Bioquímica, Biofísica y Biología Estructural en el departamento de Biología Molecular y Celular de la Universidad de California en Berkeley e investigadora del Instituto Médico Howard Hughes. Es líder internacional en su ámbito con el uso de criomicroscopía electrónica para ver los componentes de las células a nivel atómico.

## Trayectoria
Nació en Colmenar Viejo, Madrid, el 16 de mayo de 1965. Su padre era pastor de ovejas y su madre bordadora. La obsesión de ambos era ahorrar para que sus hijos pudieran estudiar. Se licenció en Ciencias físicas por la Universidad Autónoma de Madrid en 1988. Obtuvo el doctorado en la Universidad de Keele (Reino Unido) en 1992 mientras investigaba en la fuente de radiación de sincrotrón bajo la supervisión de Joan Bordas. 

### Investigación
Durante su investigación doctoral trabajó en el laboratorio de Ken Downing, en el Laboratorio Nacional Lawrence Berkeley y fue la primera en determinar la estructura atómica de la tubulina por cristalografía electrónica.
En 1998 se convirtió en profesora adjunta del Departamento de Biología Molecular y Celular de la Universidad de California en Berkeley, donde continuó estudiando la dinámica del microtúbulo en su propio laboratorio. Además de microtúbulos, Nogales explora los aspectos estructurales y funcionales de grandes conjuntos macromoleculares como traducción y transcripción eucariotas complejos de iniciación.Desde 2000 es investigadora del Instituto Médico Howard Hughes. En 2014, Nogales, junto a su colega Jennifer Doudna, desveló la estructura de Cas9, una proteína clave en el revolucionario sistema de edición genética CRISPR.
En 2015 fue elegida miembro de la Academia Nacional de Ciencias de Estados Unidos y, desde 2016, forma parte de la Academia Estadounidense de las Artes y las Ciencias, junto con otros científicos del Laboratorio de la Universidad de Berkeley como Edward Glaeser, quien trabajó con Nogales en criomicroscopía de electrón, una tecnología que usa un microscopio de electrón para ver moléculas de proteína en detalle atómico.
Trabaja en caracterización estructural y funcional de complejos macromoleculares. Su laboratorio usa microscopio electrónico, análisis de imagen computacional, así como ensayos bioquímicos para obtener conocimientos sobre la función y regulación de los grandes ensamblajes macromoleculares. Su grupo utilizó la criomicroscopía electrónica de forma preeminente para las técnicas de laboratorio. Su trabajo ha descubierto aspectos de la función celular que son relevantes en el tratamiento del cáncer y otras enfermedades.

## Publicaciones seleccionadas
- Nogales, Eva; Whittaker, Michael; Milligan, Ronald A.; Downing, Kenneth H. (January 1999). «High-Resolution Model of the Microtubule». Cell 96 (1): 79-88. ISSN 0092-8674. doi:10.1016/s0092-8674(00)80961-7.
- Löwe, J; Li, H; Downing, K. H; Nogales, E (9 de noviembre de 2001). «Refined structure of αβ-tubulin at 3.5 Å resolution11Edited by I. A. Wilson». Journal of Molecular Biology (en inglés) 313 (5): 1045-1057. ISSN 0022-2836. doi:10.1006/jmbi.2001.5077.
- Nogales, Eva (1 de junio de 2001). «Structural Insights into Microtubule Function». Annual Review of Biophysics and Biomolecular Structure 30 (1): 397-420. ISSN 1056-8700. doi:10.1146/annurev.biophys.30.1.397.

## Premios y reconocimientos
Nogales tiene una amplia lista de premios que incluyen:
- 2000: investigador, Instituto Médico Howard Hughes
- 2005: Premio al científico vitalicio de carrera temprana, Sociedad Americana de Biología Celular[12]
- 2006: Premio Chabot a la Excelencia Científica
- 2015: Premio Dorothy Crowfoot Hodgkin, Protein Society[13]
- 2015: Elegido miembro de la Academia Nacional de Ciencias de Estados Unidos
- 2016: Elegida miembro de la Academia Americana de las Artes y las Ciencias[14]
- 2018: Premio a las mujeres en biología celular (senior), Sociedad Americana de Biología Celular[15]
- 2019: Medalla Grimwade de Bioquímica.[16]
- 2020: El Ayuntamiento de Colmenar Viejo nombró Hija Predilecta.[17]
- 2021: Premio AAAS Fellows.[18]
- 2021: El Ayuntamiento de Colmenar Viejo le dedicó su nombre a la avenida principal del barrio Cerca Tejera.[19]
- 2023: Premio Shaw a las Ciencias de la Vida y Medicina, conocido como el Premio Nobel Oriental, con el químico alemán Patrick Cramer.[20][3]
- 2024: Premio FEDEPE en la categoría de Liderazgo Mujer Profesional, en la  XXXIII edición, otorgado por la Federación Española de Mujeres Directivas, Ejecutivas, Profesionales y Empresarias (FEDEPE).[21][22]
- 2024: Premio Inspiring Girls en la VI edición, otorgado por la Fundación Ortega y Gasset-Gregorio Marañón.[23]